# Kozlîn (Nova Ukraiinka), Rivne
Kozlîn (în ucraineană Козлин) este un sat în comuna Nova Ukraiinka din raionul Rivne, regiunea Rivne, Ucraina.

## Demografie
Componența lingvistică a localității Kozlîn
     Ucraineană (99,38%)
     Alte limbi (0,49%)
Conform recensământului din 2001, majoritatea populației localității Kozlîn era vorbitoare de ucraineană (99,38%), existând în minoritate și vorbitori de alte limbi.